# Die Klugscheißer (Film)
Die Klugscheißer (Alternativtitel: Private Defectives / Originaltitel: Detective School Dropouts) ist eine italienisch-amerikanische Filmkomödie aus dem Jahr 1986.

## Handlung
Donald Wilson versucht sich in New York mit unterschiedlichen Jobs durchzuschlagen. Er liest dabei fortwährend Detektivromane, sodass ihm aufgrund seiner Abgelenktheit diverse Missgeschicke unterlaufen, die ihm immer wieder die Jobs kosten. Durch einen Aushang wird er auf die Detektivausbildung bei Paul Miller aufmerksam, dessen Schule er deswegen aufsucht. Diese liegt in einem heruntergekommenen Haus und Besitzer Paul hat allerlei Schulden bei verschiedenen Gläubigern. Anstatt eine ordentliche Ausbildung zu bekommen, wird Donald als einziger Detektivanwärter der Schule finanziell ausgenommen und muss bei Pauls betrügerischen Aktionen mitmachen, um dessen Schulden zu reduzieren. Hierbei geraten beide zufällig in den Konflikt dreier italienischer käseherstellenden Familien, den Lombardis, den Zanettis und den Falcones. Sie entdecken nämlich die von den Falcones entführte Caterina Zanetti, die Frau, die Carlo Lombardi eigentlich heiraten wollte. Carlo hat man in einem gefälschten Brief mitgeteilt, Caterina hätte sich in einen anderen Mann verliebt. Die Falcones wollen ihn jetzt mit Sonia Falcone verheiraten, um ihre Stellung im italienischen Käsemarkt weiterhin zu behaupten. Caterina kann den zwei ahnungslosen Amerikanern eine Nachricht überreichen, welche diese am Flughafen an ihren Cousin Mario Zanetti übergeben sollen, damit die fingierte Hochzeit gestoppt werden kann.
Paul und Donald fahren zum Flughafen, müssen zwei Pässe stehlen, um Mario Zanetti ins Flugzeug zu folgen. Da sie von den Falcones verfolgt werden, müssen sie wohl oder übel mit nach Rom fliegen. Auf dem Flug wird Mario vergiftet, sodass die beiden die Nachricht übermitteln müssen. Da Donald sein Portemonnaie beim ermordeten Mario verloren hat, wird er jetzt auch zu einem von der Polizei gesuchten Mörder. Paul und Donald sind auf der Suche nach Carlo ständig der Verfolgung durch die Familien ausgesetzt, sodass sie ständig auf der Flucht und sich beispielsweise im Vatikan als Mönche verkleiden müssen. Es gelingt ihnen trotz allem, Carlo die Nachricht zu übermitteln, dass Caterina ihn immer noch liebt. Carlo möchte die Hochzeit mit der „wie ein Biber“ aussehenden Sonia absagen, man droht ihm aber an, Caterina umzubringen, sollte er Sonia nicht heiraten. Er könne Caterina in Venedig noch ein letztes Mal sehen, müsse aber Sonia heiraten.
Donald möchte im Gegensatz zu Paul die Hochzeit immer noch verhindern. Sie fahren nach einem kurzen Zwischenstopp in Pisa nach Venedig zur geplanten Hochzeit. Nach dem Treffen von Carlo und Caterina auf einem Kanal gelingt es Paul, Caterina zu befreien, während Donald die vermeintliche Braut Sonia fesseln kann. Sie tauschen die Braut aus und erst als der Schleier gelüftet wird, sieht Carlo sich seiner geliebten Caterina gegenüber. Die Familien ziehen ihre Waffen, sehen in dem Ereignis in der Kirche aber ein Zeichen Gottes, sodass die Hochzeit fortgesetzt wird. Eine Belohnung in Höhe von 25.000 Dollar schlägt Paul aus, da er einen – seiner Ansicht nach – wertvollen Anhänger behalten darf. Zurück in New York wollen die beiden den Anhänger verkaufen und es stellt sich heraus, dass dieser tatsächlich 300.000 wert ist. Allerdings handelt sich nicht um Dollar, sondern um italienische Lira, sodass es insgesamt nicht einmal 175 Dollar sind.

## Produktion
Der Film wurde an Schauplätzen in den Vereinigten Staaten (New York) und in Italien (Rom, Pisa, Venedig) gedreht. Er kam in den Vereinigten Staaten im August 1986 in die Kinos, war finanziell aber nicht erfolgreich. Er soll der einzige Film der Cannon Group sein, der keinen Gewinn gemacht hat; dennoch soll er bei vielen Menschen, die mit ihm aufgewachsen sind, einen gewissen Kultstatus erlangt haben.
Die beiden Hauptdarsteller David Landsberg und Lorin Dreyfuss drehten noch einen weiteren gemeinsamen Film, Sturzflug ins Chaos – Wenn schräge Vögel fliegen lernen (Verweistitel: Die Pleitegeier), welcher im Jahr 1987 erschien.

## Synchronisation
| Rolle            | Schauspieler       | Deutsche Stimme   |
| ---------------- | ------------------ | ----------------- |
| Donald Wilson    | David Landsberg    | Michael Nowka     |
| Paul Miller      | Lorin Dreyfuss     | Joachim Pukaß     |
| Carlo Lombardi   | Christian De Sica  | Andreas Mannkopff |
| Bruno Falcone    | George Eastman     | Thomas Danneberg  |
| Caterina Zanetti | Valeria Golino     | Sabine Jaeger     |
| Don Lombardi     | Mario Brega        | Hans W. Hamacher  |
| Don Zanetti      | Rik Battaglia      | Arnold Marquis    |
| Don Falcone      | Alberto Farnese    | Michael Chevalier |
| Mario Zanetti    | Giancarlo Prete    | Joachim Kerzel    |
| Fredo            | Loris Bazzocchi    | Jochen Schröder   |
| Mr. Hamelfarm    | Geoffrey Copleston | Gerd Duwner       |
| Onkel Baba       | Franco Angrisano   | Alexander Herzog  |

## Rezeption
Das Lexikon des internationalen Films sieht in der Komödie eine „tempoarme, konfuse Klamotte um zwei New Yorker Privatdetektive, die in Italien in die Auseinandersetzung zwischen rivalisierenden Mafia-Familien geraten.“
Die Cinema urteilt: „Reichlich einfältiger Slapstick-Klamauk.“
Sean Ferguson schreibt, der Film sei ungeschickt inszeniert, voller kitschiger Dialoge und Gags, er wirke vorhersagbar. Dennoch habe der Film seine Lacher und Fans kitschiger 80er-Jahre-Komödien dürften hier auf ihre Kosten kommen.